# Jacques Ouaknin
Pour les articles homonymes, voir Ouaknin.
Jacques Ouaknin, né le 8 avril 1932 (ou le 3 avril 1932 à Marrakech et mort le 21 mars 2025 à Jérusalem), est un grand-rabbin français, et un auteur d'essais sur le judaïsme.

## Biographie
Jacques Ouaknin est né à Marrakech en avril 1932. Il a étudié à la yeshivah d'Aix-les-Bains, puis à l'école rabbinique de Paris. Il est le père de cinq enfants, Michaël Ouaknin, Marc-Alain Ouaknin, Anne-Laurence Ouaknin, Déborah Ouaknin et Olivia Ouaknin. 
À partir de 1959, Jacques Ouaknin a présidé successivement aux destinées spirituelles de différentes communautés juives. Il a été ainsi été rabbin de Reims (1959-1964), de Lille (1964-1972), puis grand rabbin de la Moselle et de Metz, ville dans laquelle il fonde une école primaire et une université populaire juives. En avril 1988, il est élu grand-rabbin de Marseille (dont la communauté juive est, à ce moment-là, la deuxième de France, avec soixante-dix mille personnes).
Il est l'auteur de nombreux ouvrages

## Ouvrages
- La Michna. Péa et Demaï, traduction et annotation, Presses du temps présent, coll. « Les Chantiers du rabbinat », vol. n° 12, 1982, 128 p.
- De Génération en Génération... être juif, éditions Bibliophane, 2007 [1990]. 536 p. (ISBN 978-2-911-61305-0) [présentation en ligne]
- Le Livre et la vie. Réponses juives d'aujourd'hui, éditions Les Belles Lettres, 1995, 445 p. (ISBN 978-2-251-44050-7)
- L'Âme immortelle. Précis des lois et coutumes du deuil dans le judaïsme, éditions Bibliophane-Daniel Radford, 2002, 290 p. (ISBN 978-2-869-70059-8)
- [Corps - âme - esprit] par un juif, éditions du Mercure dauphinois, coll. « Choisir la guérison », 2004, 160 p. (ISBN 978-2-913-82639-7)
- Laïcité + Religions. Marseille Espérance, en collaboration avec Robert P. Vigouroux, préf. du pasteur Raymond Doré, postface de l'imam Bachir Dahmani (Postface), éditions Transbordeur, 2004. (ISBN 978-2-849-57027-2)
- La Bible de la Table juive. Pourquoi manger Kacher ?, éditions Safed, 2005, 319 p. (ISBN 978-2-911-61346-3)
- Kabbalah. Lettres Initiatiques, Mercure Dauphiné, 2011, 320 p. (ISBN 978-2-356-62036-1)
- L'âme éternelle. Du deuil à la consolation, Yad David, 2014, 306 p. (ISBN 978-2-746-67305-2)